# Komet Donati
Komet Donati (uradna oznaka je C/1858 L1, znan je tudi kot Donatijev komet) je komet, ki ga je je prvič opazoval 2. junija 1858 italijanski astronom Giovanni Battista Donati (1826 – 1873).
Razen tega kometa obstojata še dva kometa, ki se imenujeta po Donatiju (C/1855 L1 in C/1864 R1).
Ob odkritju so ga imeli za neperiodičen komet. Po Velikem kometu iz leta 1811 je bi ta komet najsvetlejši v 19. stoletju. Viden je bil tudi s prostim očesom. Bil je tudi prvi, ki so ga fotografirali. Zemlji je bil najbliže 10. oktobra 1858. Pričakujejo, da se bo vrnil šele leta 3811. 

## Tirnica
Komet Donati se giblje po izredno raztegnjeni eliptični tirnici. V prisončjuje bil 30. septembra 1858 na oddaljenosti 0,578 a.e., kar je med tirnico Merkurja in Venere. Komet ima odsončje na oddaljenosti 300 a.e. tirnica je nagnjena okoli 63° proti ekliptiki. Ker pa se komet giblje retorgradno je njegova tirnica v resnici nagnjena 117° proti ekliptiki. Za en obhod potrebuje okoli 1950 let. 

## Opazovanja
Komet je bil v letu 1858 viden s prostim očesom od sredine avgusta do sredine novembra. V sredini oktobra je dosegel Zemlji najmanjo oddaljenost (054 a.e.) in tudi največjo svetlost (magnitudo 0). Lepo je bil vidno jedro kometa in dva repa. Eden je bil rep, ki so ga ustvarjali ioni, drugi pa je bil širok rep, ki so ga ustvarjali prašni delci.  Rep je dosegel dolžino tudi 60°, prašni rep pa je imel širino tudi do 10°. 
Komet Donati je bil prvi komet, ki so ga tudi fotografirali. Posnetek je naredil angleški fotograf William Usherwood. 